# Shimon ben Tsemah Duran
Pour les articles homonymes, voir Duran.
Shimon ben Tsemah Duran (hébreu : שמעון בן צמח דוראן, dit le Rachbats), est une autorité rabbinique médiévale des XIVe et XVe siècles (Palma de Majorque, 1361 - Alger, 1444), et l'un des principaux artisans de la renaissance culturelle du judaïsme algérien.

## Éléments biographiques
Shimon ben Tsemah Duran descend d'une vieille famille judéo-provençale, mais naît à Majorque, où son père s'était installé. Il étudie auprès d'Ephraim Vidal, élève de Nissim Gerondi, et de Yona de Maestre, rabbin de Saragosse ou de Calatayud, dont il épousera la fille, Bongoda. Il étudie aussi la philosophie, l'astronomie, les mathématiques, et la médecine, qu'il pratique quelques années à Palma.
En 1391, les manifestations anti-juives qui secouent la péninsule ibérique s'étendent aux îles Baléares, et le Rachbats est contraint d'émigrer, dans un dénuement total, avec son père et sa sœur à Alger, où il continue ses études et la pratique de la médecine, avec laquelle il ne parvient cependant plus à subvenir à ses besoins. En 1394, il ébauche avec le Ribach (Rav Isaac ben Chechet), également rescapé des persécutions, plusieurs statuts pour la communauté juive d'Alger. À la mort du Ribach, le Rachbats est élu rabbin d'Alger, à la condition qu'il ne fasse pas confirmer son élection par le régent, comme son prédécesseur. Il occupe ce poste de rabbin jusqu'à sa mort et semble avoir été, selon Joseph Sambari, un intercesseur particulièrement efficace et respecté auprès de la cour

## Œuvres
Le Rachbats est l'auteur de nombreux traités couvrant l'ensemble des domaines de savoir juifs, ainsi que des responsa très influents parmi les Juifs d'Alger et d'Algérie. Il y démontre une connaissance approfondie tant dans ces domaines que dans les sciences profanes, et se révèle un brillant controversialiste, disputant notamment les opinions de son contemporain, Hasdaï Crescas, de Joseph ibn Caspi et de Gersonide, en faveur de Moïse Maïmonide, ce qui ne l'empêche pas de s'intéresser par ailleurs à l'astrologie, fortement réprouvée par Maïmonide, et au Zohar.

Il a par ailleurs composé un nombre considérable de poèmes, religieux et profanes, et de nombreux pamphlets.
Selon une liste basée sur le catalogue qu'il a lui-même dressé en suivant l'ordre alphabétique hébraïque, il a produit :
1. Ohev Mishpat, un commentaire sur le Livre de Job, avec introduction théologico-philosophique, publié indépendamment à Venise en 1589, et inclus dans la Bible rabbinique Kehillat Moshe (Amsterdam, 1724-27),
2. Or HaHayyim, un traité où il dispute les doctrines exposées par Hasdaï Crescas dans son Or Adonai,
3. Zohar HaRaqiâ, un commentaire sur les Azharot de Salomon ibn Gabirol (poème liturgique décomptant les 613 prescriptions, imprimé à Constantinople en 1515.
4. Hiddouchei HaRachbats, une collection de hiddoushim et élucidations sur les traités Niddah, Roch Hachana et Kinnim, imprimés à Leghorn, en 1744 (les hiddoushim sur les traités Ketoubot et Guittin lui ont été attribués à tort),
5. Yavin shemoua, une compilation de monographies sur des points précis de Loi juive :
  1. préceptes d'abattage d'animaux et de vérification des carcasses selon les rites
  2. Maamar hametz, sur les préceptes concernant le levain et la matsa pendant la Pâque,
  3. Afikoman ou maamar afikoman, commentaire sur la Haggada de la Pâque (Rödelheim, 1822),
  4. Tiferet Israël, sur les calculs de la conjonction lunaire,
  5. Peroush, commentaire sur le cinquième chapitre du traité Zebahim et de la baraïta de Rabbi Ishmaël (imprimé dans le livre de prières d'Alger, Leghorn, 1744),
6. Livyat Hen, commentaire sur le Pentateuque, où il s'en prend également aux interprétations de Hasdaï Crescas,
7. Magen Avot, actuellement connu comme un commentaire sur le traité Avot (Leghorn, 1762), mais celui-ci n'en constitue à l'origine que l'une des quatre parties, qui sont :
  1. Helek Eloha MiMaal
  2. Helek Shossenou, dont un chapitre polémique contre le christianisme et l'islam a été publié sous le titre de Keshet ouMaguen (Y. Fischl, Lipzig, 1855) ; la partie dirigée contre le christianisme, principalement inspirée du Kelimat Hagoyim de Profiat Duran, a été incluse sous le titre de Stirat Emounat HaNotzrim dans le Milhemet Hova (Amsterdam, 1710)
  3. Helek Yaakov
  4. Helek Adonay Ammo, le commentaire sur Avot, avec une introduction historico-littéraire sur le séquence de la tradition.
8. Minhaggim, un traité sur les observances rituelles, traitant probablement du rite algérois
9. Seder HaMishne LeHaRambam, un poème didactique, que le Rachbats ne mentionne pas dans son catalogue, mais qu'une tradition sans doute fondée lui attribue (A. Neubauer, Bodleian Catalogue of Hebrew MSS no 1971)
10. Peroush HaKetouba VaHaGuett, sur les contrats de mariage et de divorce (Constantinople, c. 1516-48)
11. Peroush Hiklhot Berakhot LeHaRi"f, un supercommentaire sur le commentaire d'Isaac Alfassi sur le traité Berakhot
12. Peroush Massekhet Edouyot, un commentaire sur le traité Edouyot
13. Peroush 'al haHosha'not, un commentaire sur les hoshannot (un type de poème liturgique) selon le rite séfarade espagnol, imprimé à Ferrare en 1553, et dont un court extrait a été inclus dans le livre de prière selon le rite espagnol de 1571
14. Peroush ktzat piyyoutim, commentaire sur quelques poésies liturgiques, dont plusieurs pièces ont été insérées dans le mahzor d'Alger (Leghorn, 1772)
15. Kountras Tehinot ouPizmonim, recueil de poèmes religieux et profanes. L'élégie sur la destruction de Jérusalem, Eksof lessaper a été publiée dans une édition de l’Iggeret Al Tehi de Profiat Duran (Constantinople, c. 1577) ; celle sur les persécutions de 1391 l'a été dans la seconde ésition du Maguen Avot (Leipzig 1855), et une plus grande collection a été éditée par I. Morali dans la première partie de son Tzofnat Pa'aneah (Berlin, 1897)
16. Remaze piskei Nidda, un recueil de décisions sur l'impureté de la femme pendant sa période de menstrues
17. Takkoun HaHazzanim, dont seul le titre est connu
18. Takkanot HaRachbats, insérées dans la seconde partie de son Tashbets, et dans les responsa de Juda Ayyas (Bet Yehouda, Leghorn, 1746)
19. Tashbets (Techhouvot le'SH'imon 'B'en 'Ts'emah), un recueil de 802 responsa, en trois volumes (Amsterdam, 1738-39)

Nombre de ses livres ont fait l'objet d'une nouvelle édition par Eliyahou Zini.

## Postérité
Shimon ben Tsemah Duran est le fondateur d'une lignée influente parmi les Juifs d'Algérie, qui commence avec son fils, Salomon Duran, dit le Rachbach.

## Source
Cet article contient des extraits de l'article « DURAN » par Meyer Kayserling, M. Seligsohn, H. Brody & Richard Gottheil de la Jewish Encyclopedia de 1901–1906 dont le contenu se trouve dans le domaine public.